# مهمة نظام أوروبا المشتري - لابليس

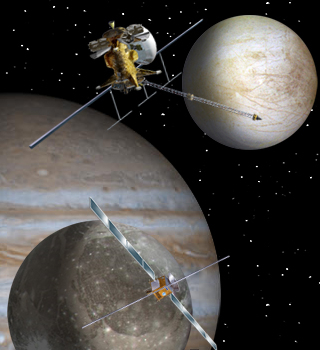
رسم تخيلي للمهمة

مهمة نظام أوروبا المشتري - لابليس (بالإنجليزية: Europa Jupiter System Mission – Laplace)‏ (EJSM/Laplace) هي مهمة مقترحة ومشتركة بين ناسا ووكالة الفضاء الأوروبية بإرسال مسبار من المقرر أن يطلق تقريباً في سنة 2020 لاستكشاف أقمار المشتري مع التركيز على القمرين أوروبا وغانيميد إضافة إلى الغلاف المغناطيسي للمشتري.
صرحت وكالة الفضاء الأوروبية في أبريل من سنة 2011 أنه يبدو من المرجح أن عملية الاشتراك مع ناسا لن تنجح في إطلاق المهمة في وقت مبكر من سنة 2020 بسبب مشاكل التمويل في ناسا، لذلك ستمضي الوكالة قدماً في المهمة حتى بدون ناسا.
وقد أعربت منظمة بحوث الفضاء اليابانية ووكالة الفضاء الروسية الفيدرالية عن رغبتهما في المساهمة. على الرغم من انهاء أي تعاقدات جديدة وقد قدرت التكاليف بدون مشاركة الروس واليابانيين ب 4.7 مليار دولار, حيث ستتحمل ناسا 3.7 مليار دولار والوكالة الأوربية 1 مليار.